# Gran Bretagna ai Giochi della XX Olimpiade
Il Regno Unito (con il nome di Gran Bretagna) partecipò ai Giochi della XX Olimpiade che si sono svolti a Monaco di Baviera dal 26 agosto all'11 settembre 1972, con una delegazione di 284 atleti impegnati in 18 discipline per un totale di 159 competizioni.  Il portabandiera fu David Broome, alla sua quarta Olimpiade, già due volte medaglia di bronzo nell'equitazione.
Il bottino della squadra fu di diciotto medaglie: quattro d'oro, cinque d'argento e nove di bronzo. Due dei quattro allori olimpici vennero dall'equitazione, disciplina nella quale i britannici terminarono al secondo posto nel medagliere.

## Medaglie
| Medaglia | Nome                                                          | Sport                   | Evento                        |
| -------- | ------------------------------------------------------------- | ----------------------- | ----------------------------- |
| Oro      | Mary Peters                                                   | Atletica leggera        | Pentathlon                    |
| Oro      | Richard Meade                                                 | Equitazione             | Concorso completo individuale |
| Oro      | Mary Gordon-Watson Richard Meade Bridget Parker Mark Phillips | Equitazione             | Concorso completo a squadre   |
| Oro      | Chris Davies Rodney Pattisson                                 | Vela                    | Classe Flying Dutchman        |
| Argento  | David Hemery David Jenkins Alan Pascoe Martin Reynolds        | Atletica leggera        | Staffetta 4x400               |
| Argento  | Ann Moore                                                     | Equitazione             | Salto ostacoli individuale    |
| Argento  | David Starbrook                                               | Judo                    | Pesi mediomassimi             |
| Argento  | David Wilkie                                                  | Nuoto                   | 200 rana                      |
| Argento  | David Hunt Alan Warren                                        | Vela                    | Classe Tempest                |
| Bronzo   | Ian Stewart                                                   | Atletica leggera        | 5000 metri                    |
| Bronzo   | David Hemery                                                  | Atletica leggera        | 400 ostacoli                  |
| Bronzo   | Michael Bennett Ian Hallam Ronald Keeble William Moore        | Ciclismo                | Inseguimento a squadre        |
| Bronzo   | Brian Jacks                                                   | Judo                    | fino a 80 kg                  |
| Bronzo   | Angelo Parisi                                                 | Judo                    | Open                          |
| Bronzo   | Ralph Evans                                                   | Pugilato                | Pesi mosca                    |
| Bronzo   | George Turpin                                                 | Pugilato                | Pesi gallo                    |
| Bronzo   | Alan Minter                                                   | Pugilato                | Pesi medi                     |
| Bronzo   | John Kynoch                                                   | Tiro ai Giochi olimpici | Bersaglio mobile 50 m         |